# Carotene
Il carotene o E160a, nella codifica europea degli additivi alimentari, è una provitamina terpenica contenuta nelle carote e in numerosi vegetali a cui conferisce colorazione rossa o arancio. Dal suo metabolismo si producono due molecole di vitamina A.
Il carotene è formato da 8 unità isopreniche ciclizzate agli estremi ed esiste in due forme dette α e β. Il β-carotene è la forma più diffusa in natura.
Assumere β-carotene è preferibile rispetto all'assunzione di retinolo, poiché il corpo può assume la quantità di β-carotene che necessita, espellendo la porzione in eccesso, cosa non può fare con il retinolo che, se in eccesso, può danneggiare fegato e altri organi, essendo tossico a dosi elevate.
La quantità massima di retinolo-equivalente che una persona adulta può assumere in una giornata, continuativamente e senza incorrere in rischi per la salute, è di circa 1,5 mg pro die.
6 mg di β-carotene equivalgono a 1 mg di retinolo.
Il metabolismo che trasforma il carotene in vitamina A è lento, pertanto una quantità in eccesso di carotene (livelli ematici di carotene > 250 µg/dl, corrispondenti a>4,65 mmol/l) può originare una carotenosi, in cui la cute (ma non le sclere) assume un colorito giallo intenso, in particolare modo a livello della palma delle mani e della pianta dei piedi.
Alcuni studi epidemiologici hanno evidenziato una correlazione significativa fra l'insorgenza del cancro e l'assunzione (in alte dosi per anni) di β-carotene tramite cibo nei fumatori, confermando viceversa l'azione positiva anticancro del β-carotene in quanti non fumano. Non è ancora chiaro il meccanismo chimico sottostante, fra le ipotesi, l'induzione degli enzimi del citocromo P450 con aumento dei cancerogeni da fumo; ovvero che il fumo di sigaretta aumenta la scissione asimmetrica del β-carotene, diminuendo il livello di acido retinoico in modo significativo, portando a una proliferazione cellulare nei fumatori e, di conseguenza, una maggiore probabilità di cancro ai polmoni; che si comporti come un ossidante in presenza di alte percentuali di ossigeno nei polmoni.